# Josef Moser
Josef Moser (24 de janeiro de 1917 — data de morte desconhecida) foi um ciclista austríaco. Competiu nos Jogos Olímpicos de Verão de 1936 em Berlim, onde fez parte da equipe austríaca que terminou em quinto lugar na perseguição por equipes de 4 km em pista.